# Isabella Scherer
Isabella Medeiros Scherer (anhörenⓘ; * 17. Februar 1996 in Florianópolis, Santa Catarina) ist eine brasilianische Schauspielerin.

## Leben
Isabella Scherer ist die Tochter von Vanessa Medeiros mit dem ehemaligen Schwimmer Fernando Scherer.

## Filmografie
- 2012–2013: Família Imperial
- 2014: Experimentos Extraordinários
- 2015: Califórnia
- 2016: Que Talento!
- 2017: Malhação: Viva a Diferença[5]
- 2019: Psi
- 2019: Bom Sucesso
- 2021: MasterChef Brasil